# Iglegöl
Iglegöl är en sjö i Högsby kommun i Småland och ingår i Alsteråns huvudavrinningsområde.